# Burg Dalbenden
Die Burg Dalbenden ist eine im 12. Jahrhundert als Wasserburg entstandene Burganlage. Die unter Denkmalschutz stehende Burg liegt nördlich von Urft, einem Ortsteil der Gemeinde Kall im nordrhein-westfälischen Kreis Euskirchen. In der Nähe befindet sich der Aufschluss Dalbenden der Eifelwasserleitung.
Die Burg wurde im 14. Jahrhundert um den Burghof und weitere Nebengebäude erweitert. Ein weiterer Ausbau fand im 16. Jahrhundert statt, wobei die Burg um den heutigen Burgpark erweitert wurde.
Die 1944 während der Ardennenoffensive als Hauptquartier des Generalfeldmarschalls Gerd von Rundstedt dienende Burganlage wurde am 18. Dezember 1944 durch einen Angriff von der amerikanischen Air Force bombardiert und erlitt dabei leichte Beschädigungen.
1964 wurde die Burg durch einen Brand schwer in Mitleidenschaft gezogen. Nach der Wiederherstellung wurde dort zunächst ein Hotel und Restaurant betrieben, dann ein Bordell und schließlich wird die Burg bis heute zu Wohnzwecken genutzt.

## Bekannte Bewohner
- Fritz von Wille 1905–1907[1]
- Gerd von Rundstedt 1944

Burg Dalbenden
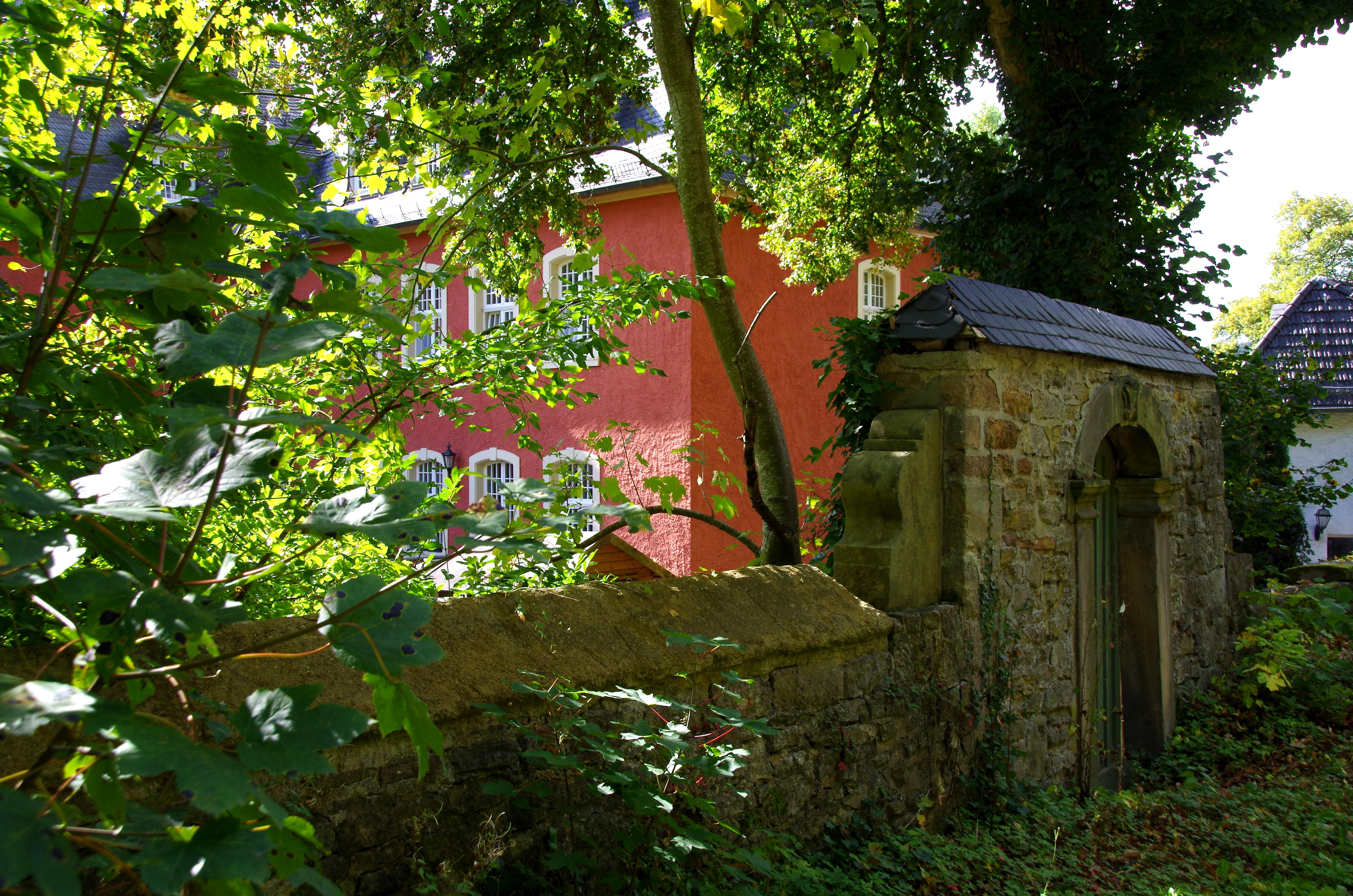
Mauertor zur Straße
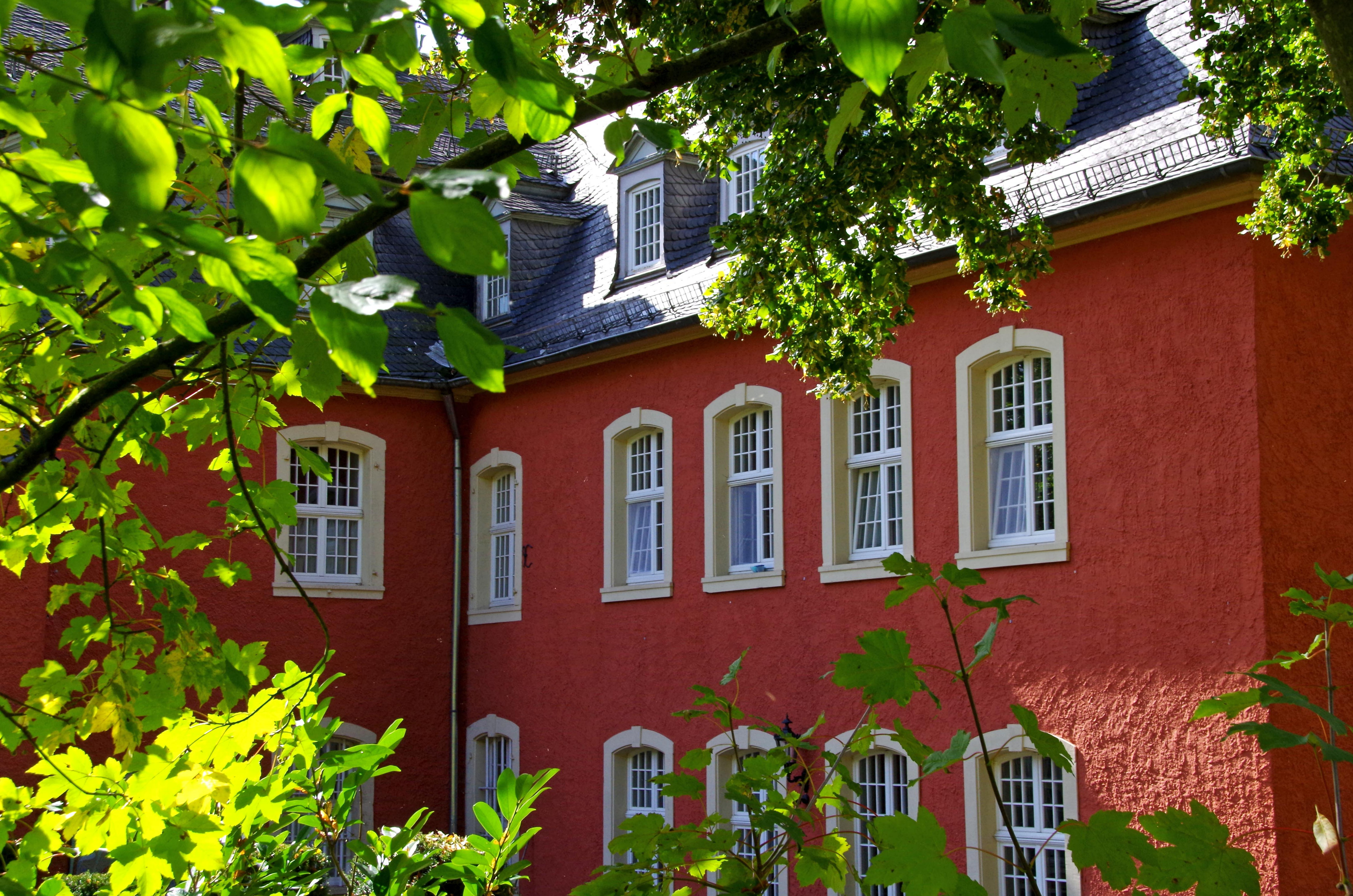
Haupthaus, Nord-Ost-Ansicht
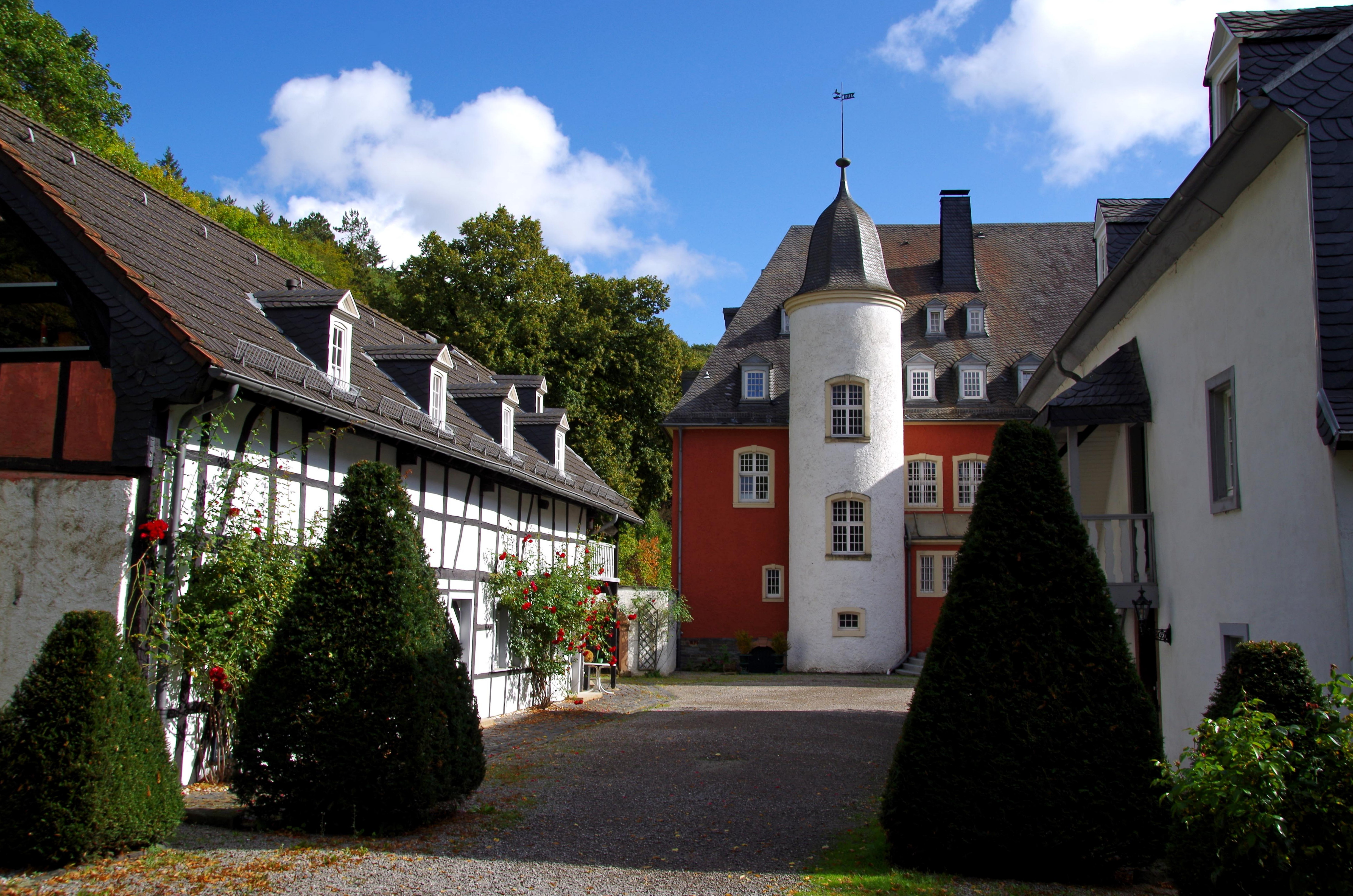
Haupteingang zum vorderen Burghof
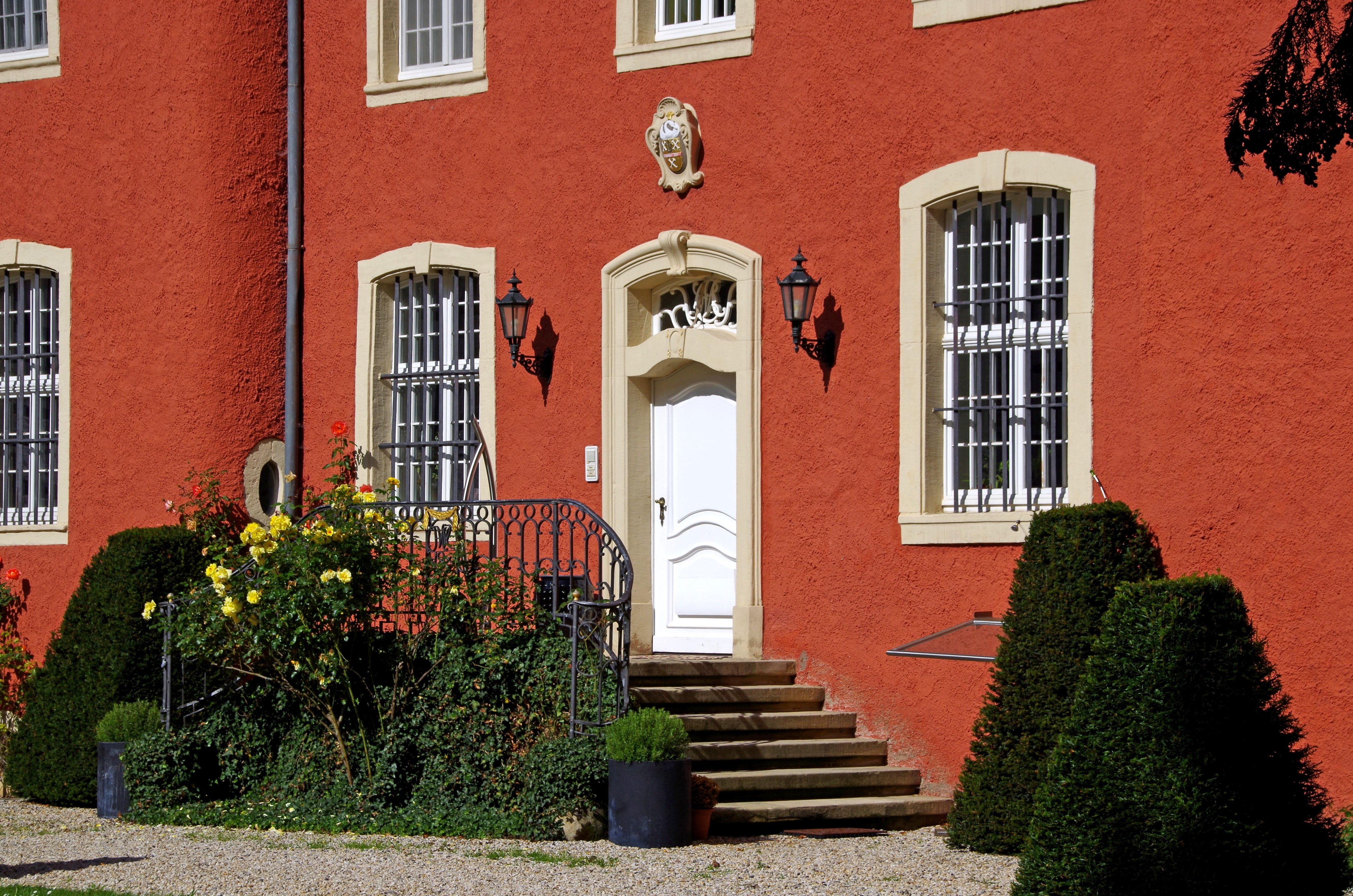
Innenhof, Haupthaus mit Treppe
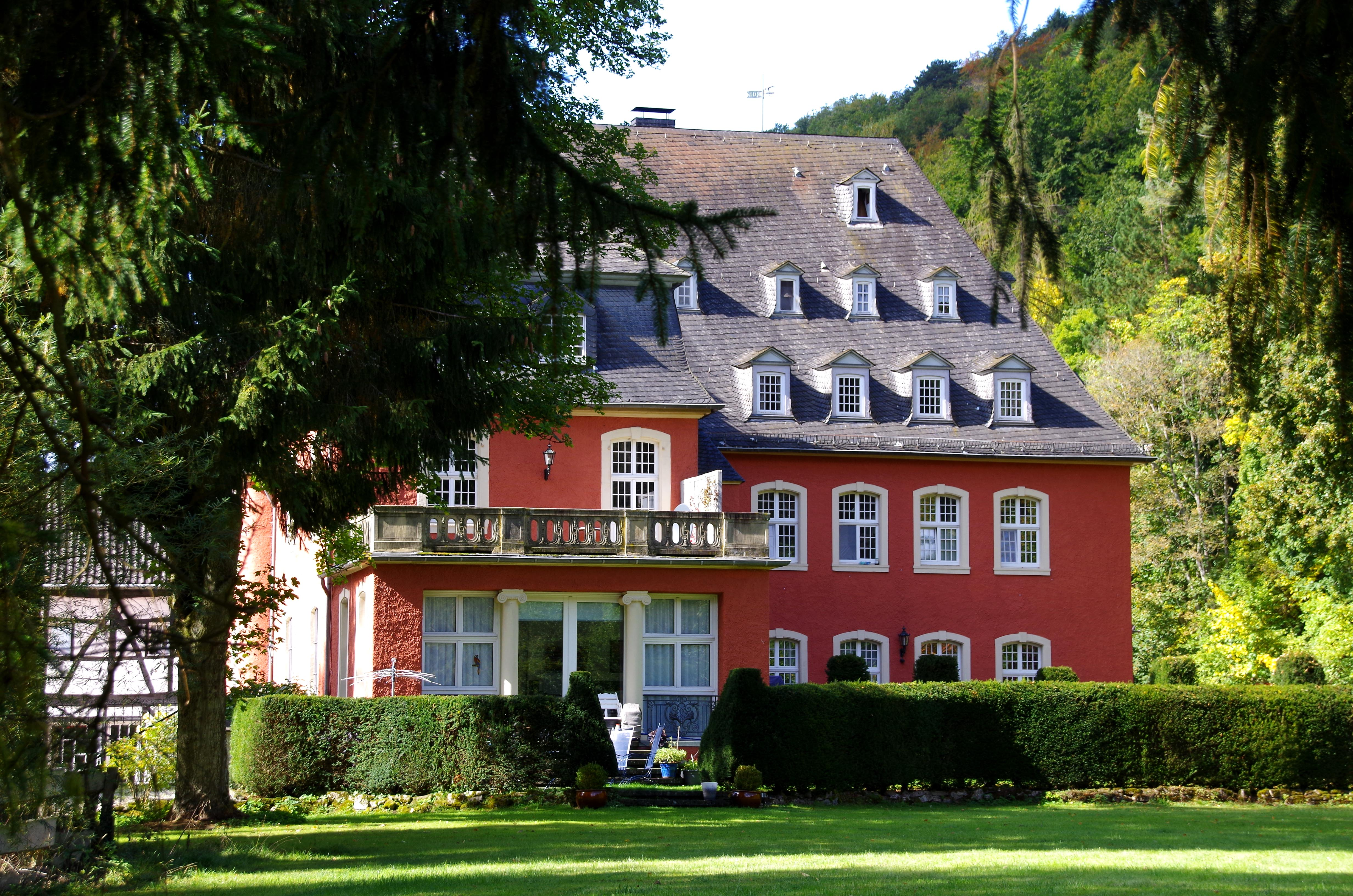
Haupthaus, Ostansicht
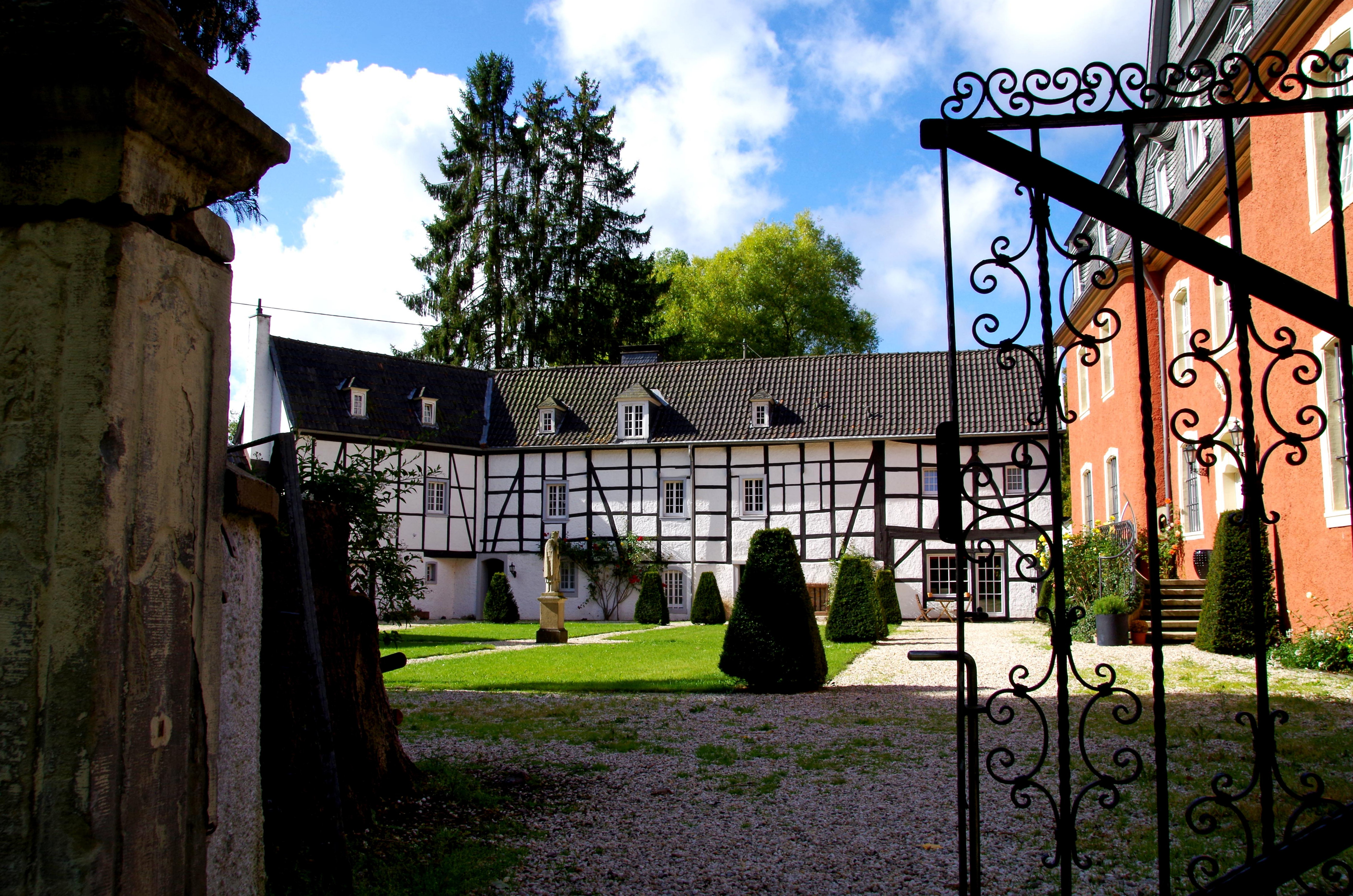
Äußerer Innenhofzugang
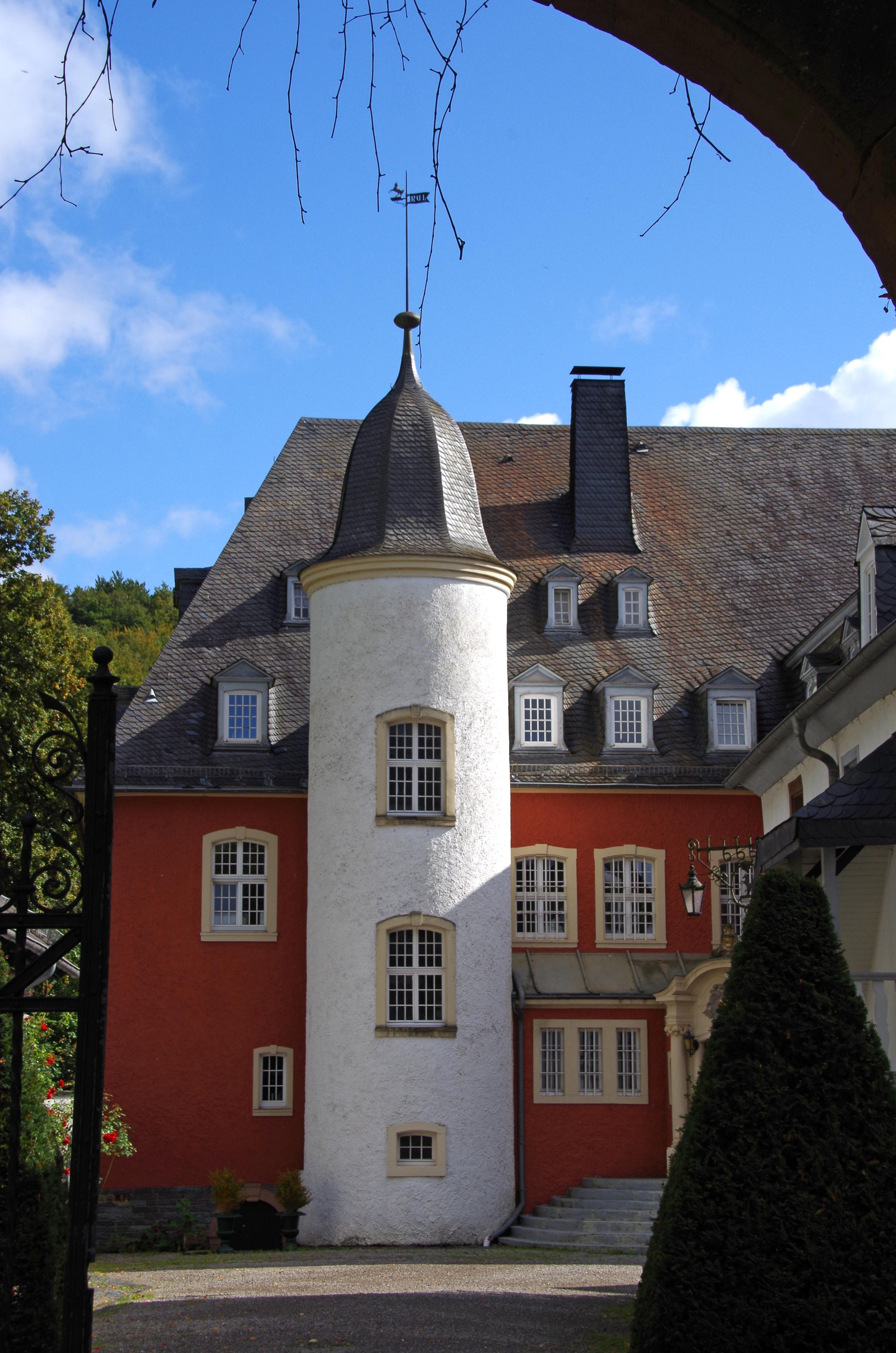
Turm
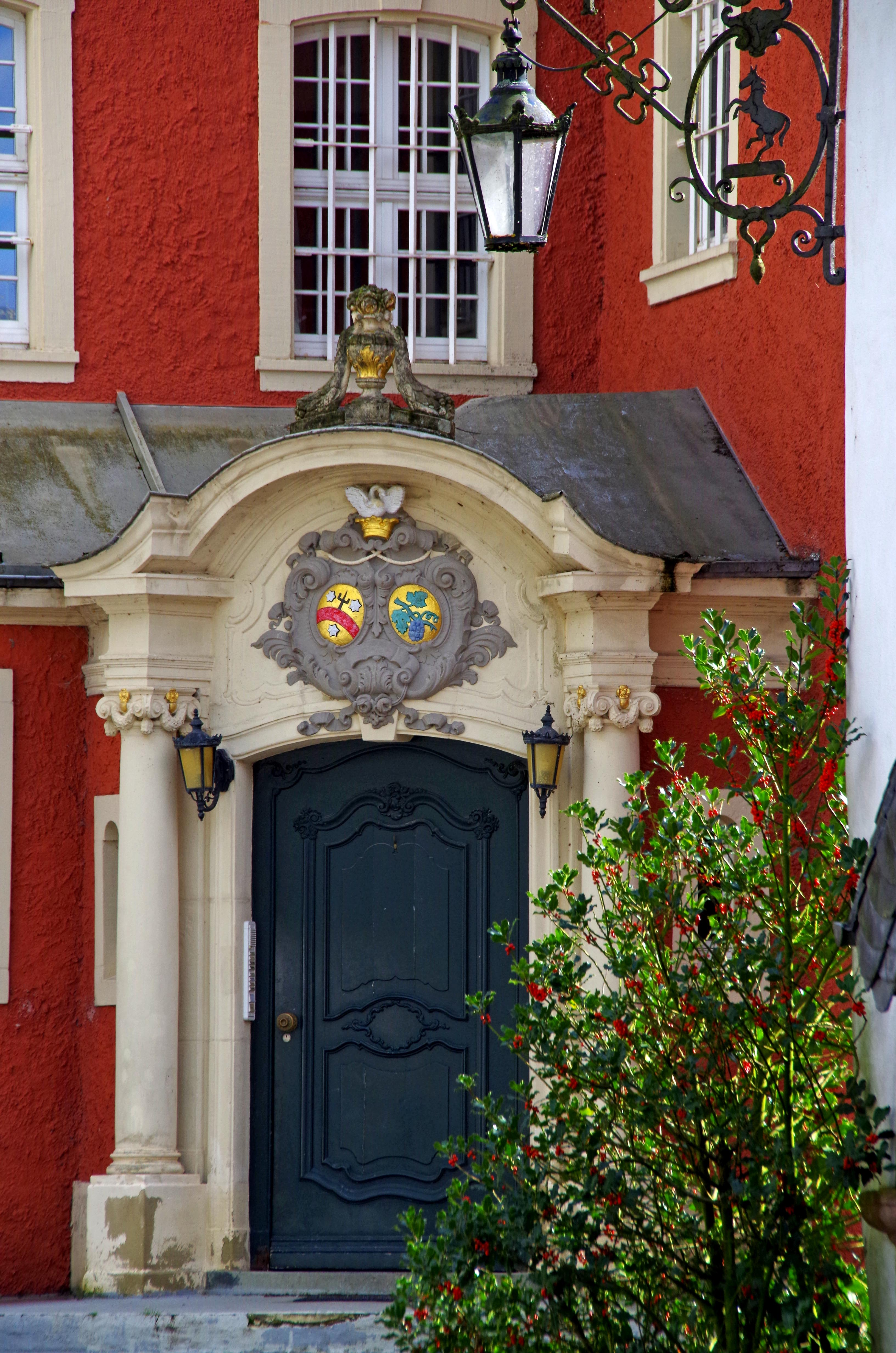
Eingangsportal neben dem Turm